# Lista siturilor arheologice din județul Vrancea - V
Lista siturilor arheologice din județul Vrancea - V conține toate siturile arheologice din județul Vrancea înscrise în Repertoriul Arheologic Național (RAN) și aflate în localități al căror nume începe cu litera V. RAN este administrat de Ministerul Culturii și Patrimoniului Național și cuprinde date științifice, cartografice, topografice, imagini și planuri, precum și orice alte informații privitoare la zonele cu potențial arheologic, studiate sau nu, încă existente sau dispărute.
Puteți căuta un sit din localitățile care încep cu litera V folosind formularul de mai jos sau puteți naviga prin toate siturile din județ la Lista siturilor arheologice din județul Vrancea.
| Cod RAN                                   | Denumire | Localitate                                     | Adresă            | Datare                              | Descoperit | Coordonate | Imagine           | Erori            |
| ----------------------------------------- | --- | ---------------------------------------------- | ----------------- | ----------------------------------- | ---------- | ---------- | ----------------- | ---------------- |
| 177833.01.01 (Cod LMI: VN-I-s-A-06395)    | Așezarea Cucuteni de la Văleni - "Gorgan" / ansamblu anonim (Categorie: locuire civilă) (Tip: Așezare)                                                                       | sat Văleni, comuna Ruginești                   | Gorgan            | Cucuteni                            |            |            | Încărcați imagine | Raportați eroare |
| 177593.02.01 (Cod LMI: VN-I-m-A-06396.02) | Situl arheologic de la Văleni - "Popa Cloșcă" / ansamblu anonim (Categorie: locuire civilă) (Tip: Așezare)                                                                   | sat Văleni, comuna Ruginești                   | Popa Cloșcă       | Cucuteni                            |            |            | Încărcați imagine | Raportați eroare |
| 177593.02.02 (Cod LMI: VN-I-m-A-06396.01) | Situl arheologic de la Văleni - "Popa Cloșcă" / ansamblu anonim (Categorie: locuire civilă) (Tip: Așezare)                                                                   | sat Văleni, comuna Ruginești                   | Popa Cloșcă       | Monteoru                            |            |            | Încărcați imagine | Raportați eroare |
| 177593.03.01 (Cod LMI: VN-I-m-A-06397.02) | Situl arheologic de la Văleni - "Atanasiu" / ansamblu anonim (Categorie: locuire civilă) (Tip: Așezare)                                                                      | sat Văleni, comuna Ruginești                   | Atanasiu          | Cucuteni                            |            |            | Încărcați imagine | Raportați eroare |
| 177593.03.02 (Cod LMI: VN-I-m-A-06397.01) | Situl arheologic de la Văleni - "Atanasiu" / ansamblu anonim (Categorie: locuire civilă) (Tip: Așezare)                                                                      | sat Văleni, comuna Ruginești                   | Atanasiu          |                                     |            |            | Încărcați imagine | Raportați eroare |
| 178698.02.01 (Cod LMI: VN-I-m-B-06399.02) | Situl arheologic de la Vârteșcoiu - Dealul Titila / ansamblu anonim (Categorie: locuire) (Tip: Așezare)                                                                      | sat Vârteșcoiu, comuna Vârteșcoiu              |                   | carpică sec. II - III               |            |            | Încărcați imagine | Raportați eroare |
| 178698.02.02 (Cod LMI: VN-I-m-B-06399.03) | Situl arheologic de la Vârteșcoiu - Dealul Titila / ansamblu anonim (Categorie: locuire) (Tip: Necropolă)                                                                    | sat Vârteșcoiu, comuna Vârteșcoiu              |                   | carpică sec. II - III               |            |            | Încărcați imagine | Raportați eroare |
| 178698.02.03 (Cod LMI: VN-I-m-B-06399.01) | Situl arheologic de la Vârteșcoiu - Dealul Titila / ansamblu anonim (Categorie: locuire) (Tip: Așezare)                                                                      | sat Vârteșcoiu, comuna Vârteșcoiu              |                   |                                     |            |            | Încărcați imagine | Raportați eroare |
| 175420.01.01                              | Așezarea paleolitică de la Vităneștii de sub Măgură-La Coasta Lacului / ansamblu anonim (Categorie: locuire civilă) (Tip: Așezare)                                           | sat Vităneștii de sub Măgură, comuna Bolotești | La Coasta Lacului | gravettian                          |            |            | Încărcați imagine | Raportați eroare |
| 178769.01.01                              | Fosta biserică parohială de lemn "Sf. Nicolae" - Văsui din Vrâncioaia / ansamblu anonim (Categorie: structură de cult/religioasă) (Tip: Biserică)                            | sat Vrâncioaia, comuna Vrâncioaia              |                   | sec. XVIII-XX                       |            |            | Încărcați imagine | Raportați eroare |
| 178322.01.01 (Cod LMI: VN-II-m-A-06563)   | Biserica de lemn "Cuvioasa Paraschiva" de la Valea Sării / ansamblu Biserica de lemn "Cuvioasa Paraschiva" (Categorie: structură de cult/religioasă) (Tip: Biserică de lemn) | sat Valea Sării, comuna Valea Sării            |                   | 1772 - 1773                         |            |            | Încărcați imagine | Raportați eroare |
| 178698.01.01 (Cod LMI: VN-I-m-B-06398.03) | Situl arheologic de la Vârteșcoiu - "Cariera de argilă" / ansamblu anonim (Categorie: locuire) (Tip: Așezare)                                                                | sat Vârteșcoiu, comuna Vârteșcoiu              | Cariera de argilă | Monteoru - Ic 4, I c 2, II a - II b |            |            | Încărcați imagine | Raportați eroare |
| 178698.01.02 (Cod LMI: VN-I-m-B-06398.04) | Situl arheologic de la Vârteșcoiu - "Cariera de argilă" / ansamblu anonim (Categorie: locuire) (Tip: Necropolă)                                                              | sat Vârteșcoiu, comuna Vârteșcoiu              | Cariera de argilă | Monteoru                            |            |            | Încărcați imagine | Raportați eroare |
| 178698.01.03 (Cod LMI: VN-I-m-B-06398.01) | Situl arheologic de la Vârteșcoiu - "Cariera de argilă" / ansamblu anonim (Categorie: locuire) (Tip: Așezare)                                                                | sat Vârteșcoiu, comuna Vârteșcoiu              | Cariera de argilă | sec. XI - XIII                      |            |            | Încărcați imagine | Raportați eroare |
| 178698.01.04 (Cod LMI: VN-I-m-B-06398.02) | Situl arheologic de la Vârteșcoiu - "Cariera de argilă" / ansamblu anonim (Categorie: locuire) (Tip: Necropolă)                                                              | sat Vârteșcoiu, comuna Vârteșcoiu              | Cariera de argilă | sec. XII - XIII                     |            |            | Încărcați imagine | Raportați eroare |
| 178698.01.05 (Cod LMI: VN-I-s-B-06398)    | Situl arheologic de la Vârteșcoiu - "Cariera de argilă" / ansamblu anonim (Categorie: locuire) (Tip: așezare)                                                                | sat Vârteșcoiu, comuna Vârteșcoiu              | Cariera de argilă | sec. XII - XIV                      |            |            | Încărcați imagine | Raportați eroare |